# Giordano-Bruno-Stiftung
Die Giordano-Bruno-Stiftung (gbs) ist eine gemeinnützige Stiftung des bürgerlichen Rechts. Sie vertritt die Position des evolutionären Humanismus und setzt sich für die Werte der Aufklärung ein. Die gbs ist nach Giordano Bruno benannt und wurde 2004 vom Unternehmer Herbert Steffen gegründet. Mitbegründer und Vorstandssprecher ist Michael Schmidt-Salomon. Er bildet seit 2022 mit Ulla Wessels den Vorstand. Sitz der Stiftung ist das Haus Weitblick in Oberwesel in Rheinland-Pfalz.

## Grundlagen

### Name
Die Stiftung ist nach dem Dominikaner Giordano Bruno benannt, der im Jahre 1600 als Ketzer auf dem Scheiterhaufen hingerichtet wurde. Die Gründer der Stiftung entschieden sich für Bruno als Namensgeber, da er eine damals „unzeitgemäße Philosophie“ vertreten habe, in der sich bereits „Grundzüge einer nicht-dualistischen, naturalistischen Welterkenntnis“, „Überlegungen zur biologischen Abstammungslehre“ und Elemente einer „evolutionär-humanistischen Ethik“ finden, welche auch „die Rechte nichtmenschlicher Organismen einschließen“. Zudem seien von Bruno „wesentliche Impulse für die Entwicklung der modernen Religionskritik“ ausgegangen.

### Zweck
Die Giordano-Bruno-Stiftung hat den satzungsgemäßen Zweck, die „neuesten Erkenntnisse der Geistes-, Sozial- und Naturwissenschaften zu sammeln und ihre Bedeutung für das humanistische Anliegen eines friedlichen und gleichberechtigten Zusammenlebens der Menschen im Diesseits herauszuarbeiten. Auf diese Weise sollen die Grundzüge einer säkularen, evolutionär-humanistischen Ethik entwickelt und einer breiten Öffentlichkeit zugänglich gemacht werden.“

### Leitbild
Die Giordano-Bruno-Stiftung vertritt die Position des „Evolutionären Humanismus“ und setzt sich für die Werte der Aufklärung ein. Im Einzelnen nennt die Stiftung die Werte der kritischen Rationalität, Selbstbestimmung, Freiheit und sozialen Gerechtigkeit. Sie begreift den Menschen nicht als „Krone der Schöpfung“, sondern als unbeabsichtigtes Produkt der natürlichen Evolution.

Im Manifest des evolutionären Humanismus plädiert Vorstandssprecher Michael Schmidt-Salomon für eine naturalistische Philosophie. Er geht von einem Bild des Kosmos aus, in dem alles „mit rechten Dingen zugeht“, in dem es keine metaphysischen Fabelwesen (Götter, Dämonen, Hexen oder Kobolde) gibt, die auf supranaturalistische (übernatürliche) Weise mit Wundern in das Weltgeschehen eingreifen. In der Einleitung heißt es:

„Wir leben in einer Zeit der Ungleichzeitigkeit: Während wir technologisch im 21. Jahrhundert stehen, sind unsere Weltbilder noch von Jahrtausende alten Legenden geprägt. Diese Kombination von höchstem technischen Know-how und naivstem Kinderglauben könnte auf Dauer fatale Konsequenzen haben. Wir verhalten uns wie Fünfjährige, denen die Verantwortung über einen Jumbojet übertragen wurde.“ (S. 7)

„Wer heute ein logisch konsistentes (= widerspruchsfreies), mit empirischen Erkenntnissen übereinstimmendes (= unserem systematischen Erfahrungswissen entsprechendes) und auch ethisch tragfähiges Menschen- und Weltbild entwickeln möchte, muss notwendigerweise auf die Ergebnisse der wissenschaftlichen Forschung zurückgreifen. Die traditionellen Religionen, die bislang das menschliche Selbstverständnis prägten, können diese Aufgabe nicht mehr erfüllen.“ (S. 7)
Allerdings sollte laut Schmidt-Salomon in diesem Zusammenhang nicht übersehen werden, dass auch manche traditionellen humanistischen Vorstellungen in Konflikt mit dem heutigen erweiterten Wissen über Mensch und Natur geraten seien. Der Ansatz, den Humanismus mit der Wissenschaft zu versöhnen, kann auf das Werk Evolutionary Humanism von Julian Huxley, dem ersten UNESCO-Generaldirektor und maßgeblichen Mitgestalter der Allgemeinen Erklärung der Menschenrechte, zurückgeführt werden.

### Symbolik
Die Darstellung des vitruvianischen Menschen nach den vom antiken Architekten und Ingenieur Vitruv(ius) formulierten und idealisierten Proportionen wird von der Stiftung bei Veranstaltungen und in der Öffentlichkeitsarbeit oft als alleinstehendes Zeichen mit hohem Wiedererkennungswert verwendet. Die gbs orientiert sich grafisch an der berühmtesten Zeichnung, die von Leonardo da Vinci stammt, sodass damit die Ästhetik der Renaissance und Leonardos naturwissenschaftliches Ordnungsdenken symbolisch aufgegriffen werden sollen. Das Symbol wurde von der Stiftung erstmals im Jahr 2005 auf der Titelseite des Manifests des evolutionären Humanismus verwendet. Im gbs-Briefmarken-Set bildet es das zweite Motiv.

## Organisation

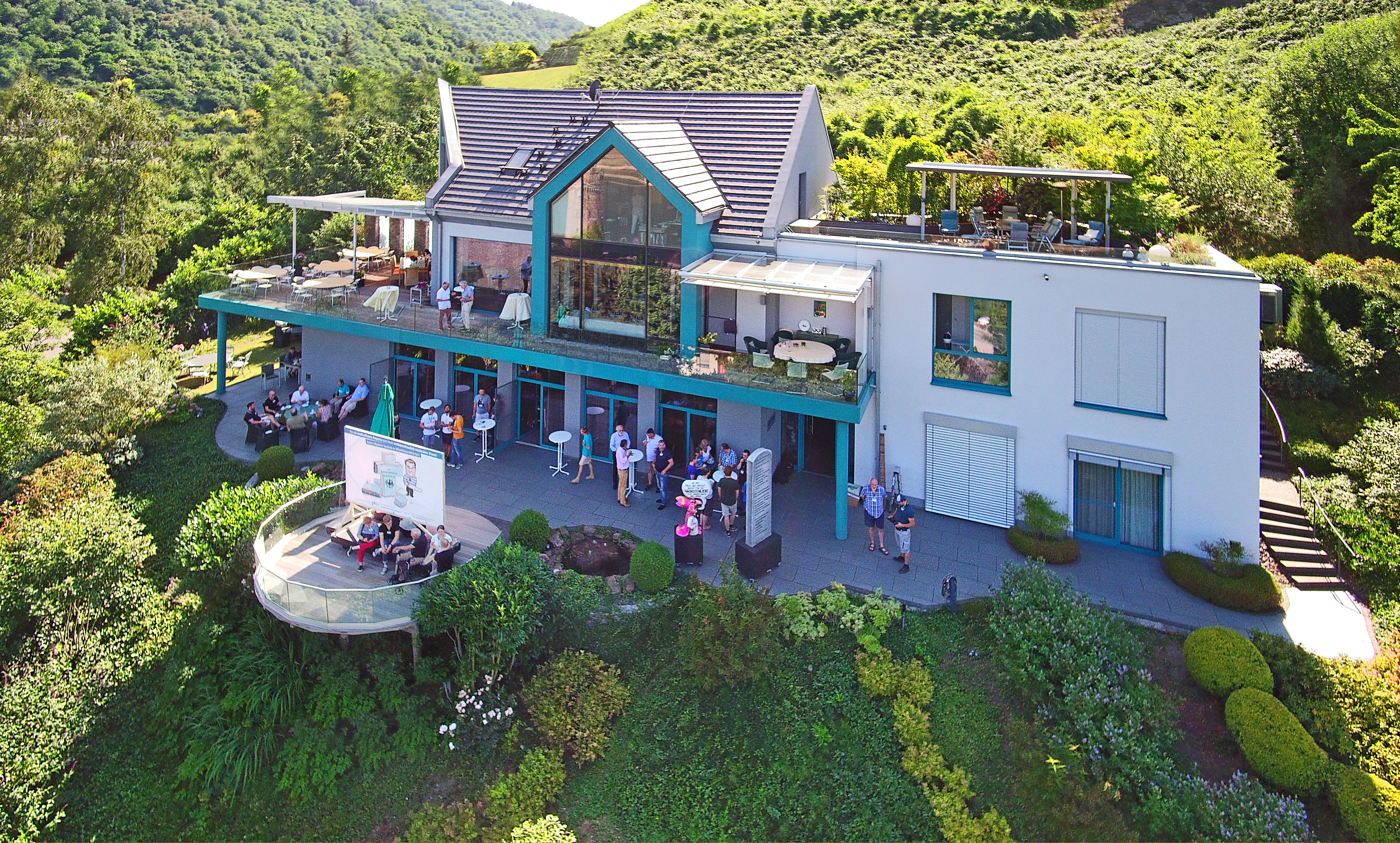
Haus Weitblick (2019)

Der Sitz der Stiftung ist das Haus Weitblick in Oberwesel in Rheinland-Pfalz, zuvor lag er bis September 2011 in Mastershausen im Hunsrück. Die Stiftung ist seit 2015 eine Hybridstiftung und hat 14 Mitarbeiter und Stipendiaten. Geschäftsführerin ist Elke Held.
Stiftungsorgane sind der Vorstand, das Kuratorium und der Beirat. Der Vorstand besteht aus Michael Schmidt-Salomon und Ulla Wessels. Von 2004 bis 2022 war Herbert Steffen 1. Vorsitzender. Das Kuratorium besteht aus Thorsten Barnickel, Jacqueline Neumann, Christian Pawlu, Rainer Rosenzweig und Assunta Tammelleo.
Mitglieder des Beirats sind oder waren u. a.:
- Hamed Abdel-Samad
- Hans Albert (†)
- Pierre Basieux (†)
- Rolf Bergmeier
- Dieter Birnbacher
- Philipp Blom
- Michael Braungart
- Martin Brüne
- Franz Buggle (†)
- Gerhard Czermak
- Karen Duve
- Carsten Frerk
- Mynga Futrell
- Colin Goldner
- Dittmar Graf
- Natalie Grams
- Monika Griefahn
- Eric Hilgendorf
- Ricarda Hinz
- Norbert Hoerster
- Janosch
- Bernulf Kanitscheider (†)
- Wolfram P. Kastner
- Günter Kehrer
- Necla Kelek
- Ralf König
- Max Kruse (†)
- Heinz-Werner Kubitza
- Ludger Lütkehaus (†)
- Martin Mahner
- Ingrid Matthäus-Maier
- Reinhard Merkel
- Axel Meyer
- Ludwig A. Minelli
- Adel Mohsin
- Philipp Möller
- Ralf Nestmeyer
- Jacqueline Neumann
- Johannes Neumann (†)
- Rolf Oerter (†)
- Volker Panzer (†)
- Udo Pollmer
- Holm Putzke
- Hermann Josef Schmidt
- Rolf Schwanitz
- Wolf Singer
- Cinzia Sciuto
- Volker Sommer
- Beda M. Stadler
- Gerhard Streminger
- Jacques Tilly
- Rüdiger Vaas
- Esther Vilar
- Eckart Voland
- Gerhard Vollmer
- Ulrich Walter
- Franz Josef Wetz
- Gerhard Wimberger (†)
- Franz Wuketits (†)

Die Mitglieder der Stiftungsorgane, derzeit ungefähr 60 Personen (überwiegend Wissenschaftler, einige Schriftsteller, Künstler und ehem. Politiker) üben ihre Tätigkeit ehrenamtlich aus.
Dem Förderkreis gehören rund 12.000 Personen an. Der Stifterkreis umfasst 40 Personen, die jährlich 5.000 Euro spenden oder eine Zustiftung von 50.000 Euro in das Vermögen der Stiftung getätigt haben.
Über ihre jährlichen Finanzdaten sowie über das Stiftungsvermögen erteilt die gbs regelmäßig Auskunft. Im Jahr 2023 betrug das Gesamtvermögen rund 10,8 Millionen Euro (Vergleich 2021: 4,9 Millionen Euro). Die Ausgaben lagen 2023 bei 969.167 Euro, hauptsächlich für Veranstaltungen und Projekte.
Die gbs ist Mitgründer und Mitglied im Zentralrat der Konfessionsfreien.

### Regional- und Hochschulgruppen
Es gibt rund 50 Regional- und Hochschulgruppen der gbs.

## Veranstaltungen
Die gbs und ihre Regional- und Hochschulgruppen führen deutschlandweit rund 150 Veranstaltungen pro Jahr durch.
Über die wichtigsten Veranstaltungen und Ereignisse der Stiftungsgeschichte informiert eine Chronologie und der Film „Hoffnung Mensch – Die Geschichte des evolutionären Humanismus“.

## Geförderte Projekte (Auswahl)

### „Religionsfreie Zone“ beim Weltjugendtag in Köln (2005)
Auf der Veranstaltungsreihe „Religionsfreie Zone: Heidenspaß statt Höllenqual!“ anlässlich des Weltjugendtags 2005 in Köln erregte die Stiftung mit einem Papst-Dinosaurier-Wagen von Jacques Tilly öffentliches Aufsehen. Der Stern zitierte Vorstandssprecher Michael Schmidt-Salomon, dass sich die Kritik vor allem an die „Weichfilterchristen“ richte: „Für die ist alles nur Metapher und ihr Glaube sagt ihnen, alle hätten sich lieb. Es gibt ein umgekehrt proportionales Verhältnis zwischen Wissen und der Begeisterung für den Papst.“ Kooperationspartner war der Internationale Bund der Konfessionslosen und Atheisten (IBKA).

### Forschungsgruppe Weltanschauungen in Deutschland (2005)
→ Hauptartikel: Forschungsgruppe Weltanschauungen in Deutschland 
Die Forschungsgruppe Weltanschauungen in Deutschland (fowid) arbeitet seit der Gründung 2005 daran, auf empirischer Grundlage und mit robusten wissenschaftlichen Methoden Informationen zu verschiedenen religiösen wie nichtreligiösen Weltanschauungen zu erheben, auszuwerten, zusammenzufassen und zu veröffentlichen. Zu den Informationsangeboten gehört die jährlich aktualisierte Auswertung mit Tortengrafik zu den Religionszugehörigkeiten in Deutschland, die in Medien und Wissenschaft rezipiert wird.

### Humanistischer Pressedienst (2006)
→ Hauptartikel: Humanistischer Pressedienst
Der Humanistische Pressedienst (hpd) bietet seit 2006 täglich Online-Artikel zu freigeistig-humanistischen Themen. Nach eigenen Angaben hat die hpd-Website mehr als 3,5 Millionen Seitenaufrufe im Jahr und durchschnittlich mehr als 10.000 Besucher pro Tag, was den Pressedienst zum reichweitenstärksten Organ der säkularen Szene im deutschsprachigen Raum macht. Die Redakteure, Korrespondenten und Autoren in Deutschland, Österreich und der Schweiz sind für den hpd vorwiegend ehrenamtlich tätig. Die gbs initiierte die Gründung und unterstützt heute den Betrieb über den Trägerverein Humanistischer Pressedienst e. V. Kooperationspartner sind u. a. Bund für Geistesfreiheit (bfg), Deutsche Gesellschaft für Humanes Sterben (DGHS), Humanistischer Verband Deutschlands – Landesverband Berlin-Brandenburg K.d.ö.R., Humanistischer Verband Österreich, IBKA und der Koordinationsrat Säkularer Organisationen (KORSO).

### Zentralrat der Ex-Muslime (2007)
Im Haus der Bundespressekonferenz in Berlin stellte die Stiftung den Zentralrat der Ex-Muslime (ZdE) und dessen Kampagne „Wir haben abgeschworen!“ vor. Die Kampagne sorgte weltweit für Schlagzeilen, da sich nie zuvor ehemalige Muslime in dieser Offenheit dazu bekannten, dem Islam abgeschworen zu haben – eine Handlung, für die der Koran die Todesstrafe vorsieht.
Nachfolgend initiierte und förderte die Stiftung in den Jahren 2008 und 2013 die Kritische Islamkonferenz als „alternatives Dialogforum“ zur Deutschen Islamkonferenz. Die Stiftung und der ZdE bemängeln, dass sich die Deutsche Islamkonferenz einseitig auf strenggläubige Muslime und „verbandsislamische Kräfte“ fixiere. Dadurch würden insbesondere die Interessen jener Migranten aus islamischen Ländern negiert, die gerade wegen der islamischen Repression und der religiösen Vorschriften in ihren Heimatländern nach Deutschland gekommen seien. Diese Migranten würden durch eine politisch erzwungene „Muslimisierung“ entmündigt und ausgegrenzt. Als Bestandteile einer solchen Muslimisierung sehen die gbs und der Zentralrat den Bau von Moscheen, die Einführung eines Islamunterrichts an Schulen und eine „islamkonforme Berichterstattung“. All dies fördere nicht die Integration, sondern unterstütze die Verfestigung einer Parallelgesellschaft. Ziel der Kritischen Islamkonferenz solle es hingegen sein, „integrationswidrige Verhaltensweisen wie den Kopftuchzwang oder Zwangsheiraten zu bekämpfen und die sprachliche und berufliche Integration der Migranten voranzutreiben“.

### Giordano-Bruno-Denkmal am Potsdamer Platz (2008)
Als „Mahnmal für die Opfer religiöser Gewalt“ wurde in Erinnerung an den Namensgeber der Stiftung am 2. März 2008 am Potsdamer Platz ein sechs Meter hoher Bronzeguss von Giordano Bruno aufgestellt. Die Skulptur von Alexander Polzin wurde von der gbs, UniCredit-Bank, Humanismus Stiftung Berlin, Ernst Salcher, Wera und Norbert Noetzel gestiftet und unter Anwesenheit von Antonio Puri Purini (Botschafter Italiens), André Zeug (Vorstandsvorsitzender der Deutsche Bahn Station & Service AG) und Durs Grünbein (Schriftsteller) enthüllt. Die Enthüllung fand am Rande einer Tagung des Max-Planck-Instituts für Wissenschaftsgeschichte mit Bruno-Forschern aus aller Welt statt.

### Heimkinderprotest (2010)
Zur Heimkinder-Demo in Berlin „Jetzt-reden-wir!“ steuerte die Stiftung Jacques Tillys Großplastik der Prügelnonne bei und unterstützte den Verein ehemaliger Heimkinder (VeH) bei der Öffentlichkeitsarbeit. Auf einer Pressekonferenz unter der Moderation von gbs-Beirätin Ingrid Matthäus-Maier wurde kritisiert, dass der vom Deutschen Bundestag eingesetzte „Runde Tisch Heimerziehung“ (RTH) eine Farce gewesen sei. VeH: „Die Vertreter des Staates und der Kirchen haben alles getan, um sich ihrer Verantwortung zu entziehen.“

### Gegen religiöse Diskriminierung am Arbeitsplatz – GerDiA (2012)
Mit der seit 2012 aktiven Kampagne Gegen religiöse Diskriminierung am Arbeitsplatz – GerDiA soll dem Grundrecht der Religions- und Weltanschauungsfreiheit und den europäischen Antidiskriminierungsbestimmungen in allen öffentlich finanzierten Sozialeinrichtungen zum Durchbruch verholfen werden. „Es ist überhaupt nicht einzusehen, warum für Caritas und Diakonie andere Bestimmungen gelten sollten als für die Arbeiterwohlfahrt“, sagt GerDiA-Sprecherin Ingrid Matthäus-Maier. Inzwischen stellt GerDiA als dauerhaftes Projekt Information und Unterstützung für Betroffene bereit.

### Pro Kinderrechte „Zwangsbeschneidung ist Unrecht – auch bei Jungen“ (2012)
Die Kampagne „Mein Körper gehört mir!“ wendet sich gegen die Legalisierung medizinisch unnötiger Genitalbeschneidungen mit der Botschaft „Zwangsbeschneidung ist Unrecht – auch bei Jungen“. Die Kampagne wird von vielen Einzelpersonen und Initiativen (u. a. der israelischen Kinderrechtsorganisation Protect the Child) unterstützt. Der Bundestag beschloss im Dezember 2012 den § 1631d BGB, der Jungenbeschneidungen unter bestimmten Voraussetzungen weiterhin erlaubt. Strafrechtler aus dem Beirat der gbs, Rolf Dietrich Herzberg, Reinhard Merkel, Holm Putzke und Jörg Scheinfeld, halten das Gesetz für verfassungswidrig und melden sich regelmäßig in der Debatte zu Wort. Herzberg schrieb vor Verabschiedung des Gesetzes 2012 in der Zeit, dass Vernunft und Grundgesetz verlangten, dass man Beschneidung auf medizinisch notwendige Fälle beschränke und den Betroffenen selbst entscheiden lasse, sobald er dies eigenverantwortlich kann. 2019 wandte er sich in einem offenen Brief an die Präsidentin der Israelitischen Kultusgemeinde München und Oberbayern, Charlotte Knobloch. Reinhard Merkel bezeichnete 2012 das Gesetz als „kläglich“ und stellte in der Süddeutschen Zeitung heraus, dass kein Freiheitsrecht einen Eingriff in den Körper eines anderen Menschen gestatte. Putzke warf etwa dem Bundestag vor, mit Blick auf die Zweckklausel „legislatorischen Nonsens“ geschaffen zu haben. Zudem ebne das Beschneidungsgesetz der weiblichen Genitalverstümmelung den Weg. Scheinfeld legte 2017 zum fünften Jahrestag des „Kölner Urteils“ mit Bundesrichter Ralf Eschelbach und Mediziner Matthias Franz ein Gutachten vor und forderte die Politiker zum Handeln auf. Jährlich finden zum Jahrestag des „Kölner Urteils“ am 7. Mai, dem erstmals im Jahr 2013 ausgerufenen „Welttag der genitalen Autonomie“, Demonstrationen statt, an denen sich die gbs mit anderen Organisationen wie Terre des Femmes, MOGiS e. V., Zentralrat der Ex-Muslime und der Deutschen Akademie für Kinder- und Jugendmedizin (DAKJ) beteiligt.

### Evokids „Evolution in der Grundschule“ (2013)
2013 wurde das Projekt Evokids in Zusammenarbeit mit der Universität Gießen gestartet. Es zielt darauf ab, Kinder in der Grundschule nicht nur die Schöpfungsgeschichte im Religionsunterricht zu lehren, sondern auch die Grundprinzipien der Evolutionstheorie. Die frühe Beschäftigung mit dem Thema sei notwendig, um ein „fundiertes Menschenbild zu entwickeln“, so gbs-Beirat Dittmar Graf. Außerdem wurde ein Preis für „herausragende Arbeiten zur Entwicklung innovativer Unterrichtsmaterialien und -konzepte zum Gebiet Evolution, Evolutionstheorie, Erdgeschichte und/oder Menschheitsgeschichte“ für die Grundschule verliehen. Das Preisgeld beträgt insgesamt 5000 Euro. gbs-Beirat Max Kruse veröffentlichte unter Mitarbeit von Michael Schmidt-Salomon das Buch „Urmel saust durch die Zeit“, in dem es den kleinen Urmel, „diesmal nicht ins Meer oder ins All verschlägt, sondern in die Geschichte der Evolution“. In der FAZ wurde der „ansteckende Enthusiasmus und die angenehm kritische Distanz“ gelobt. Die Zeit brachte einen Vorabdruck des Buches und der NDR sendete die Folgen des von Rufus Beck gelesenen Hörbuchs.

### Kunstaktion „Das 11. Gebot“ (2014)
→ Hauptartikel: Das 11. Gebot
Seit dem Katholikentag in Regensburg 2014 wird die Kunstaktion Das 11. Gebot gegen die Mitfinanzierung von Kirchentagen und Katholikentagen aus öffentlichen Geldern während den Veranstaltungen oder auch während den vorangehenden politischen Willensbildungsprozessen um die Bewilligung der Zuschüsse gezeigt.

### Sterbehilfe „Mein Ende gehört mir!“ (2014)
Die Stiftung koordiniert seit 2014 die zivilgesellschaftliche Kampagne Für das Recht auf Letzte Hilfe, bei der sich der Berliner Arzt Uwe-Christian Arnold, gbs-Beirat und „Deutschlands bekanntester Sterbehelfer“, gemeinsam mit bekannten Persönlichkeiten wie Ralph Giordano, Bernhard Hoëcker, Ralf König, Gudrun Landgrebe, Fritz J. Raddatz, Udo Reiter und Konstantin Wecker gegen die Kriminalisierung der Sterbehilfe in Form des 2015 vom Bundestag eingeführten § 217 StGB ausgesprochen haben. Im Februar 2020 erklärte das Bundesverfassungsgericht § 217 StGB für verfassungswidrig und nichtig. Zuvor waren von der gbs zwei Gutachten von Michael Schmidt-Salomon und Jacqueline Neumann in Karlsruhe vorgelegt worden, und bei der mündlichen Verhandlung im April 2019 die Stellungnahme von Uwe-Christian Arnold den Verfassungsrichtern postum vorgetragen, Ludwig A. Minelli als Beschwerdeführer für Dignitas und Michael Schmidt-Salomon angehört worden. Kooperationspartner sind IBKA und die Deutsche Gesellschaft für Humanes Sterben (DGHS).

### Institut für Weltanschauungsrecht (2017)
→ Hauptartikel: Institut für Weltanschauungsrecht
Das Institut für Weltanschauungsrecht (ifw) ist eine am 11. Februar 2017 im Haus Weitblick gegründete Einrichtung der gbs. Das ifw fördert säkulare Rechtspolitik und setzt sich für das Verfassungsgebot der weltanschaulichen Neutralität des Staates ein. Dem Institut gehören einige renommierte deutsche Juristen an, die Rechtsfälle im Weltanschauungsrecht aufbereiten, Betroffene in Gerichtsprozessen begleiten und Reformvorschläge an die Rechtspolitik unterbreiten. 2018 machte es u. a. durch die bundesweiten Strafanzeigen gegen Missbrauchstäter der katholischen Kirche Schlagzeilen. Das ifw gibt seit 2019 die Reihe „Schriften zum Weltanschauungsrecht“ im Nomos Verlag heraus.

### Säkulare Flüchtlingshilfe (2017)
Die Stiftung leistete für die Säkulare Flüchtlingshilfe e. V. (englischer Name Atheist Refugee Relief) die Anschubfinanzierung und stellte die Autobiografie der Mitgründerin Rana Ahmad „Frauen dürfen hier nicht träumen“ erstmals der Öffentlichkeit am Stiftungssitz im Haus Weitblick vor.

### Hans-Albert-Institut (2020)
Anlässlich des 99. Geburtstages von gbs-Beirat Hans Albert am 8. Februar 2020 rief die Stiftung das Hans-Albert-Institut (HAI) ins Leben. Das HAI soll zu einer Stärkung des „kritisch-rationalen, evidenzbasierten Denkens“ beitragen. Im wissenschaftlichen Beraterstab versammeln sich Experten unterschiedlicher Disziplinen.

### Abtreibung-Info.de (2021)
Im Januar 2021 verbot das Oberlandesgericht in Frankfurt der Ärztin Kristina Hänel auf ihrer Webseite über Schwangerschaftsabbrüche zu informieren. Um die Informationen trotzdem der Öffentlichkeit zur Verfügung zu stellen, erstellte die gbs mit dem Institut für Weltanschauungsrecht die Webseite abtreibung-info.de, die unter anderem die Informationen von Kristina Hänel wiedergibt.

## Preise der Stiftung

### Deschner-Preis
Zum 80. Geburtstag des Schriftstellers Karlheinz Deschner im Jahre 2004 gab die Stiftung die Einrichtung des Deschner-Preises bekannt. Der Förderpreis ist mit 10.000 Euro dotiert, und er soll zur Auszeichnung von Personen oder Organisationen dienen, „die in besonderem Maße zur Stärkung des säkularen, wissenschaftlichen und humanistischen Denkens und Handelns beitragen“. Er wurde bislang zweimal vergeben: an Richard Dawkins (2007) und Raif Badawi sowie seine Frau Ensaf Haidar (2016).

### Ethik-Preis
Der Ethik-Preis der Giordano-Bruno-Stiftung ist mit 10.000 Euro dotiert und steht laut Stiftung „für die Entwicklung positiver Alternativen im Sinne des evolutionären Humanismus“. Preisträger sind Paola Cavalieri und Peter Singer (2011).

### Frecher-Mario-Kunstpreis
Gefördert wird von der Stiftung der Kunstpreis Der freche Mario. Er wird seit 2008 für Blasphemie-Kunstwerke verschiedener Genres (u. a. Cartoons, Skulpturen, Texte, Kabarettbeiträge, Musikstücke, Kurzfilme) vergeben und zielt auf die Abschaffung des § 166 StGB (Beschimpfung von Bekenntnissen, Religionsgesellschaften und Weltanschauungsvereinigungen). Er ist mit bis zu 6000 Euro Preisgeld dotiert. Zu den Preisträgern gehören Katharina Greve, Piero Masztalerz, Til Mette, Holger Paetz, Martin Perscheid und Jan-Michael Richter.

## Varia
Der Kinderbuchautor und gbs-Beirat Janosch übertrug der Stiftung laut einer Meldung des hpd im Jahr 2007 sämtliche Rechte an seinem Werk, was jedoch angesichts früherer eingegangener Rechteverhältnisse eher symbolischen Wert habe. Er stellte für die gbs-Art-Collection Zeichnungen zur Verfügung. Der damalige bayerische Ministerpräsident Edmund Stoiber (CSU) nannte Janosch auf Grund der Zeichnung einer Säuglings-Taufe einen „falschen Propheten“, der keinen „Zugang zu unseren Kinderzimmern“ haben dürfe. Die Stiftung kritisierte Stoiber daraufhin deutlich und verstärkte das Bildungsangebot für Kinder und Jugendliche durch Bücher und Materialien. Janosch sagte, er habe sich gefreut, von Stoiber „überhaupt wahrgenommen“ zu werden. Die Welt schrieb in einem als Satire gekennzeichneten Artikel, dass Stoiber damit „seinem politischen Lebenswerk den goldenen Schuss“ gesetzt und seinen „Austritt aus dem Tigerenten-Club“ erklärt habe.
Die gbs produzierte 2015 ein eigenes Briefmarken-Set, um nicht mehr auf die laut Stiftung „oftmals religiös geprägten Briefmarkenmotive“ der Deutschen Post zurückgreifen zu müssen. Das Set enthält vier Exemplare: Briefmarke 1 (Giordano Bruno / Gemälde: Wolfram P. Kastner), Briefmarke 2 (gbs-Leonardo / Manifest), Briefmarke 3 (Karlheinz Deschner, Foto: Evelin Frerk), Briefmarke 4 („Leuchtturm der Aufklärung“, Karikatur: Jacques Tilly).

## Kritik und Entgegnungen der gbs
Die Benennung der Stiftung nach Giordano Bruno wurde gelegentlich in der Presse kritisiert; dieser sei kein Atheist, sondern Pantheist – und Dominikaner – gewesen. So stehe Brunos Weltanschauung laut dem Philosophen Wilhelm Schmidt-Biggemann eher für Religion und Metaphysik als für Aufklärung und Positivismus. Dem entgegnet die Stiftung, sie vertrete keine atheistische, sondern vielmehr eine naturalistische Position, die mit Brunos Pantheismus kompatibel sei. Aus diesem Grund habe die Stiftung an einem Gott, der mit den Naturgesetzen in Einklang stehe, nichts zu kritisieren.
Der Stiftung wurde vom FAZ-Journalisten Thomas Thiel vorgeworfen, sie vertrete einen „platten Naturalismus“ oder „Szientismus“. In diesem Zusammenhang werden auch die Angriffe des Biologen und damaligen Mitglieds im Beirat der gbs Ulrich Kutschera gegen die Geisteswissenschaften kritisiert, die durch den Humanistischen Pressedienst verteidigt wurden, dass nichts in den Geisteswissenschaften Sinn ergebe außer im Licht der Biologie.
Ende 2011 trat der Philosoph Norbert Hoerster aus dem Beirat der Stiftung aus. Hoerster erklärte in einem Kommentar in der Frankfurter Allgemeinen Zeitung, er lehne die von ihrem Sprecher Schmidt-Salomon vertretenen Inhalte, die Kampagnen und den Argumentationsstil ab. Wenig überzeugend finde er zudem den „Neuen Atheismus“ des Biologen Richard Dawkins, den auch die Stiftung vertrete. „Ich sehe nicht, wieso ausgerechnet die Evolutionstheorie den Gottesglauben widerlegen, ja ersetzen kann“, schrieb Hoerster. Der Anwendung des wissenschaftlichen Sparsamkeitsprinzips entsprechend sei eine Konsequenz der Evolutionstheorie, dass die Gotteshypothese zur Erklärung der Entstehung und Entwicklung der Arten unnötig werde. Zudem sehe sich die Stiftung keinem „neuen Atheismus“, sondern dem evolutionären Humanismus verpflichtet. Zum Kommentar in der FAZ erklärte Schmidt-Salomon, zwei Hauptdissens-Punkte seien von Hoerster gut markiert worden. Der eine betreffe die philosophische Herangehensweise, der andere die mediale Strategie. Laut Schmidt-Salomon vertrete Hoerster die Ansicht, man könne philosophische Probleme lösen, indem man „fast ausschließlich philosophisch argumentiert“. Die Stiftung gehe jedoch von einer „Einheit des Wissens“ aus, wobei die Philosophie mit Natur- und Sozialwissenschaften verknüpft werden solle.